# ألفونسو رودريغيز أوتشوا
ألفونسو رودريغيز أوتشوا (بالإسبانية: Alfonso Rodríguez Ochoa)‏ هو سياسي مكسيكي، ولد في 30 يناير 1949 في غوادالوبي، نويفو ليون في المكسيك. حزبياً، نشط في الحزب الثوري المؤسساتي. وقد انتخب عضو مجلس النواب المكسيك.